# Bundjil
Bundjil – u australijskich plemion Kulin najwyższy bóg nieba i stwórca świata utożsamiany z gwiazdą Altair i nazywany Naszym Ojcem. Po stworzeniu świata władzę nad ziemią oddał swemu synowi Bimbealowi i powrócił do swej siedziby ,,ponad ciemnym niebem". Miał także córkę Karakarook.